# Physoglenidae
Famille
Les Physoglenidae sont une famille d'araignées aranéomorphes.

## Distribution
Les espèces de cette famille se rencontrent en Nouvelle-Zélande, en Australie et au Chili.

## Paléontologie
Cette famille n'est pas connue à l'état fossile.

## Taxonomie
Cette famille rassemble 72 espèces dans treize genre.

## Liste des genres
Selon World Spider Catalog (version 18.0, 09/05/2017) :
- Calcarsynotaxus Wunderlich, 1995
- Chileotaxus Platnick, 1990
- Mangua Forster, 1990
- Meringa Forster, 1990
- Microsynotaxus Wunderlich, 2008
- Nomaua Forster, 1990
- Pahora Forster, 1990
- Pahoroides Forster, 1990
- Paratupua Platnick, 1990
- Physoglenes Simon, 1904
- Runga Forster, 1990
- Tupua Platnick, 1990
- Zeatupua Fitzgerald & Sirvid, 2009

## Publication originale
- Petrunkevitch, 1928 : Systema Aranearum. Transactions of the Connecticut Academy of Arts and vol. Sciences 29, p. 1-270.